# Federico Pucciarello
Federico Pucciarello (Rosario, 24 giugno 1975) è un ex rugbista a 15, allenatore di rugby a 15 e imprenditore argentino, internazionale per l'Italia nel ruolo di pilone.

## Biografia
Al Parma dal 1997, acquisì il passaporto italiano per via delle sue ascendenze, e nel 1999 fu chiamato per far parte della rosa alla Coppa del Mondo in Galles dopo sole due presenze in Nazionale.
Passato ai francesi del Narbonne nel 2000, dopo solo una stagione si trasferì in Inghilterra, al Gloucester: nel 2002 disputò anche il suo ultimo incontro internazionale, nel corso del Sei Nazioni di quell'anno.
In estate tornò in Francia al Bourgoin-Jallieu, club nel quale rimase per tre stagioni, prima di passare alla Celtic League, nelle file degli irlandesi del Munster, con cui si è laureato due volte campione d'Europa (nel 2006 e 2008).
Nel maggio 2008 fu selezionato per prendere parte a una serie di incontri dei Barbarians, il noto club rugbistico inglese a inviti.
Nel 2009, subito dopo aver vinto la Celtic League con il Munster, Pucciarello annunciò il suo ritiro per tornare in Argentina a curare la sua impresa: è fondatore e presidente della Rosario Bio Energy SA, compagnia argentina nata per la ricerca e lo sviluppo di forme di energia ecosostenibili.
Nel 2010 assunse insieme ad altri colleghi la guida tecnica della selezione dell'Unión de Rugby de Rosario, ma lasciò l'incarico a marzo del 2011.

## Palmarès
- Celtic League: 1
Munster: 2008-09
- Heineken Cup: 2
Munster: 2005-06; 2007-08